# Veronika Velez-Zuzulová
Veronika Velez-Zuzulová (ur. 15 lipca 1984 w Bratysławie) – słowacka narciarka alpejska, wicemistrzyni świata i mistrzyni świata juniorów.

## Kariera
Na arenie międzynarodowej Veronika Zuzulová po raz pierwszy pojawiła się 12 sierpnia 1999 roku w argentyńskim Catedral, gdzie na tamtejszych mistrzostwach kraju zajęła trzecie miejsce w gigancie. W 2000 roku wystartowała na mistrzostwach świata juniorów w Quebecu, gdzie jej najlepszym wynikiem było 22. miejsce w slalomie. Jeszcze trzykrotnie startowała na imprezach tego cyklu, najlepszy wynik osiągając podczas rozgrywanych dwa lata później mistrzostw świata juniorów w Tarvisio, gdzie zdobyła złoty medal w slalomie. Wyprzedziła tam bezpośrednio Niemkę Marię Riesch oraz Sandrę Gini ze Szwajcarii.
W zawodach Pucharu Świata zadebiutowała 28 października 2000 roku w Sölden, gdzie nie ukończyła pierwszego przejazdu giganta. Pierwsze pucharowe punkty wywalczyła 18 listopada 2000 roku w Park City, zajmując 24. miejsce w slalomie. Na podium po raz pierwszy stanęła 8 lutego 2004 roku w Zwiesel, kończąc slalom na trzeciej pozycji. W zawodach tych wyprzedziły ją jedynie Szwedka Anja Pärson oraz Niemka Monika Bergmann-Schmuderer. W kolejnych latach wielokrotnie stawała na podium, w tym 29 grudnia 2012 roku w Semmering odniosła swoje pierwsze zwycięstwo, wygrywając slalom. Najlepsze wyniki osiągała w sezonie 2016/2017, kiedy zajęła jedenaste miejsce w klasyfikacji generalnej, a w klasyfikacji slalomu była druga. Drugie miejsce w klasyfikacji slalomu zajęła również w sezonie 2015/2016, a w sezonach 2012/2013 i 2007/2008 była trzecia.
W 2002 roku wystartowała na igrzyskach olimpijskich w Salt Lake City, gdzie zajęła 32. miejsce w gigancie, a slalomu nie ukończyła. Podczas rozgrywanych cztery lata później igrzysk w Turynie jej najlepszym wynikiem było piętnaste miejsce w  superkombinacji. Brała także udział w igrzyskach olimpijskich w Vancouver w 2010 roku, zajmując dziesiąte miejsce w slalomie, jednak giganta nie ukończyła. Podczas mistrzostw świata w Vail/Beaver Creek w 2015 roku zajęła czwarte miejsce w slalomie, przegrywając walkę o podium z Czeszką Šárką Strachovą o 0,17 sekundy. Była też między innymi dziewiąta w superkombinacji na mistrzostwach świata w Åre w 2007 roku. W 2017 roku wspólnie z kolegami i koleżankami z reprezentacji zdobyła srebrny medal w drużynie podczas mistrzostw świata w Sankt Moritz.
27 kwietnia 2012 roku wyszła za mąż za swojego trenera fitnessu i serwisanta, Francuza Romaina Veleza.
W marcu 2018 roku zakończyła karierę.

## Osiągnięcia

### Igrzyska olimpijskie
| Miejsce | Dzień     | Rok  | Miejscowość    | Konkurencja | Czas biegu | Strata | Zwyciężczyni        |
| ------- | --------- | ---- | -------------- | ----------- | ---------- | ------ | ------------------- |
| DNF1    | 20 lutego | 2002 | Salt Lake City | Slalom      | 1:46,10    | -      | Janica Kostelić     |
| 32.     | 22 lutego | 2002 | Salt Lake City | Gigant      | 2:30,01    | +8,62  | Janica Kostelić     |
| 15.     | 18 lutego | 2006 | Turyn          | Kombinacja  | 2:51,08    | +5,55  | Janica Kostelić     |
| 22.     | 22 lutego | 2006 | Turyn          | Slalom      | 1:29,04    | +3,49  | Anja Pärson         |
| DNS2    | 25 lutego | 2010 | Vancouver      | Gigant      | 2:27,11    | -      | Viktoria Rebensburg |
| 10.     | 26 lutego | 2010 | Vancouver      | Slalom      | 1:42,89    | +2,25  | Maria Riesch        |
| 17.     | 16 lutego | 2018 | Pjongczang     | Slalom      | 1:38,63    | +3,44  | Frida Hansdotter    |

### Mistrzostwa świata
| Miejsce | Dzień     | Rok  | Miejscowość       | Konkurencja     | Czas biegu | Strata | Zwyciężczyni     |
| ------- | --------- | ---- | ----------------- | --------------- | ---------- | ------ | ---------------- |
| DNF1    | 7 lutego  | 2001 | St. Anton         | Slalom          | 1:32,95    | -      | Anja Pärson      |
| 34.     | 9 lutego  | 2001 | St. Anton         | Gigant          | 2:19,01    | +5,58  | Sonja Nef        |
| DSQ1    | 11 lutego | 2005 | Bormio            | Slalom          | 1:47,98    | -      | Janica Kostelić  |
| 9.      | 9 lutego  | 2007 | Åre               | Superkombinacja | 1:57,69    | +3,05  | Anja Pärson      |
| 21.     | 13 lutego | 2007 | Åre               | Gigant          | 2:31,72    | +2,94  | Nicole Hosp      |
| 13.     | 16 lutego | 2007 | Åre               | Slalom          | 1:43,91    | +2,38  | Šárka Záhrobská  |
| DNS1    | 12 lutego | 2009 | Val d’Isère       | Gigant          | 2:03,49    | -      | Kathrin Hölzl    |
| 15.     | 17 lutego | 2011 | Ga-Pa             | Gigant          | 2:20,54    | +2,03  | Tina Maze        |
| 10.     | 19 lutego | 2011 | Ga-Pa             | Slalom          | 1:45,79    | +2,40  | Marlies Schild   |
| 7.      | 16 lutego | 2013 | Schladming        | Slalom          | 1:39,85    | +1,33  | Mikaela Shiffrin |
| 4.      | 14 lutego | 2015 | Vail/Beaver Creek | Slalom          | 1:38,48    | +0,94  | Mikaela Shiffrin |
| 2.      | 14 lutego | 2017 | Sankt Moritz      | Drużynowo       | -          | -      | Francja          |
| DNF2    | 18 lutego | 2017 | Sankt Moritz      | Slalom          | 1:37,27    | -      | Mikaela Shiffrin |

### Mistrzostwa świata juniorów
| Miejsce | Dzień     | Rok  | Miejscowość | Konkurencja | Czas biegu | Strata | Zwyciężczyni         |
| ------- | --------- | ---- | ----------- | ----------- | ---------- | ------ | -------------------- |
| 43.     | 25 lutego | 2000 | Québec      | Gigant      | 1:55,08    | +8,59  | Anja Pärson          |
| 22.     | 26 lutego | 2000 | Québec      | Slalom      | 1:50,79    | +6,22  | Anja Pärson          |
| 15.     | 10 lutego | 2001 | Verbier     | Gigant      | 1:55,08    | +3,26  | Fränzi Aufdenblatten |
| DNS1    | 10 lutego | 2001 | Verbier     | Slalom      | 1:16,53    | -      | Christine Sponring   |
| 1.      | 1 marca   | 2002 | Tarvisio    | Slalom      | 1:36,54    | -      | -                    |
| DNF2    | 3 marca   | 2002 | Tarvisio    | Gigant      | 1:52,15    | -      | Julia Mancuso        |
| DNF1    | 4 lutego  | 2004 | Maribor     | Gigant      | 2:21,39    | -      | Maria Riesch         |
| DNF2    | 4 lutego  | 2004 | Maribor     | Slalom      | 1:40,73    | -      | Kathrin Zettel       |

### Puchar Świata

#### Miejsca w klasyfikacji generalnej
- sezon 2001/2002: 68.
- sezon 2002/2003: –
- sezon 2003/2004: 42.
- sezon 2004/2005: 37.
- sezon 2005/2006: 77.
- sezon 2006/2007: 19.
- sezon 2007/2008: 15.
- sezon 2008/2009: 65.
- sezon 2009/2010: 94.
- sezon 2010/2011: 19.
- sezon 2011/2012: 17.
- sezon 2012/2013: 12.
- sezon 2013/2014: –
- sezon 2014/2015: 24.
- sezon 2015/2016: 13.
- sezon 2016/2017: 11.
- sezon 2017/2018: 102.

#### Zwycięstwa w zawodach
1. Semmering – 29 grudnia 2012 (slalom)
2. Monachium – 1 stycznia 2013 (slalom równoległy)
3. Flachau – 12 stycznia 2016 (slalom)
4. Flachau – 15 stycznia 2016 (slalom)
5. Zagrzeb – 3 stycznia 2017 (slalom)

#### Pozostałe miejsca na podium w zawodach
1. Zwiesel – 8 lutego 2004 (slalom) – 3. miejsce
2. Kranjska Gora – 7 stycznia 2007 (slalom) – 3. miejsce
3. Sierra Nevada – 25 lutego 2007 (slalom) – 3. miejsce
4. Lenzerheide – 17 marca 2007 (slalom) – 3. miejsce
5. Špindlerův Mlýn – 6 stycznia 2008 (slalom) – 2. miejsce
6. Maribor – 13 stycznia 2008 (slalom) – 2. miejsce
7. Zagrzeb – 15 lutego 2008 (slalom) – 3. miejsce
8. Bormio – 14 marca 2008 (slalom) – 2. miejsce
9. Arber-Zwiesel – 4 lutego 2011 (slalom) – 2. miejsce
10. Lenzerheide – 18 marca 2011 (slalom) – 3. miejsce
11. Kranjska Gora – 22 stycznia 2012 (slalom) – 3. miejsce
12. Åre – 10 marca 2012 (slalom) – 2. miejsce
13. Schladming – 17 marca 2012 (slalom) – 2. miejsce
14. Moskwa – 29 stycznia 2013 (slalom równoległy) – 2. miejsce
15. Maribor – 22 lutego 2015 (slalom) – 2. miejsce
16. Åre – 14 marca 2015 (slalom) – 2. miejsce
17. Méribel – 21 marca 2015 (slalom) – 3. miejsce
18. Aspen – 28 listopada 2015 (slalom) – 2. miejsce
19. Santa Caterina di Valfurva – 5 stycznia 2016 (slalom) – 3. miejsce
20. Jasná – 6 marca 2016 (slalom) – 3. miejsce
21. St. Moritz − 19 marca 2016 (slalom) – 2. miejsce
22. Killington – 27 listopada 2016 (slalom) – 2. miejsce
23. Sestriere – 11 grudnia 2016 (slalom) – 2. miejsce
24. Semmering – 29 grudnia 2016 (slalom) – 2. miejsce
25. Sztokholm – 31 stycznia 2017 (slalom równoległy) – 2. miejsce

- W sumie (5 zwycięstwa, 15 drugich i 10 trzecich miejsc).

## Nagrody
- W 2004 roku otrzymał Krištáľové krídlo[4]